# ラボルド・ド・モンプザ家

ラボルド・ド・モンプザ家の紋章

ド・ラボルド・ド・モンプザ家（La famille de Laborde de Monpezat）は、フランス南西端ベアルン地方に拠点を持つ古い有産市民の家系。元の姓は単にラボルド（Laborde）。一族に関する記録は1648年又は1655年に遡る。1967年、アンリ（ヘンリック）・ド・ラボルド・ド・モンプザがデンマーク王位継承者マルグレーテ王女と結婚し、デンマーク王子の称号を得たことで注目された。
デンマーク王室との通婚以前から伯爵位を有していた貴族家門だと一部で見なされてきたが、今日のフランス貴族史の専門家を始めとする大多数の著作家は、ラボルド・ド・モンプザ家は歴史的・法的にフランス貴族身分に属したことはないと判断している。

## 歴史
ベアルンの堅実な中産階級ラボルド家が貴族的な響きの「ラボルド・ド・モンプザ（Laborde de Monpezat）」の姓に改めたのは1648年8月16日、医師のジャン・ラボルドがモンプザの女領主カトリーヌ・ダリコー（Catherine d'Arricau, dame de Monpezat）と結婚したときのことであった。ジャン・ラボルドは続く1655年5月、モンプザとボーフラン（Beaufranc）に持つ3つの農地付き領主館を「貴族所領」と認めるとする国王の開封勅許状を得た。
しかしベアルン州の法慣習では、ある家族が貴族と認められるか否かは、ベアルン州等族議会の認可を得られるかどうかに懸っており、ラボルド家は1703年及び1707年の2度にわたって、貴族身分への編入を求める請願を州議会の貴族部会によって否決されている。同州では貴族所領の所有者であれば無条件に貴族身分と認められるわけではなく、バロン及び中下級裁判権を有する領主の他は、州議会によって貴族と認められた者「ドマンジャデュール（domenjadure）」になるしかなかった。当時のベアルン州議会は貴族身分の詐称を強く警戒しており、議会の認可なく貴族を自称する者を弾劾する声明を1672年7月11日に出している。
第二帝政期のナポレオン3世第三次政権の布告により、ラボルド・ド・モンプザ家は家名を「ド・ラボルド＝モンプザ（de Laborde-Monpezat）」（1860年7月14日付）へ、さらに「ド・ラボルド・ド・モンプザ（de Laborde de Monpezat）」（1861年5月19日付）へと改めた。同家は地元の名士であり続けており、初代ジャン・ラボルドの来孫（6世孫）のアリスティード・ド・ラボルド・ド・モンプザ（ヘンリックの曽祖父）は、1875年ポー市長に任命されている。
19世紀後半より、同家の成員は「伯爵」の儀礼称号を自称し始めた。歴史的な背景を詐称・捏造して爵位を私称することは、当時、無位の下級貴族層やこれに近い有産市民層の間で広く行われていた。しかし同家は伯爵位はおろか貴族身分すらも歴史的・法的に認められたことがない、という事実は『偽・自称貴族事典』（Encyclopédie de la fausse noblesse et de la noblesse d'apparence, Pierre-Marie Dioudonnat, Paris, 1976–1979)や、『フランス貴族総覧』（Catalogue de la noblesse française, Régis Valette, 2002）の記載でも明白である。仏人ジャーナリストのシャロンダスは1970年刊の著書『どんな称号？』（À quel titre ?, Les Cahiers nobles, 1970.）の中で、ラボルド・ド・モンプザ家について「偽貴族で、17世紀は下層の田舎者だった家柄であり、ベアルンの等族に仲間入りを拒否されたため『自称貴族』に過ぎず、一族から貴族身分に成り上がった者はこれまで誰もいなかった」としている。

### デンマーク王室との結びつき

デンマーク王子ヨアキムの紋章。中央部のインエスカッシャンには、デクスター（上位）に母方オルデンブルク家の、シニスター（下位）に父方ラボルド・ド・モンプザ家の、インペイルメントで組み合わされた紋が配されている。

1967年、デンマーク王位継承者マルグレーテ王女が「伯爵」アンリ・ド・ラボルド・ド・モンプザと結婚し、デンマーク国籍を得た夫は「ヘンリック王子（Prins Henrik af Danmark）」となった。王女は1972年に即位してマルグレーテ2世女王となり、2005年ヘンリックに王配（Henrik, Prinsgemalen）の称号を授けた。2人の結婚以前、デンマークの法律は王族の配偶者の身分を特に限定しなかったものの、配偶者が王族の男系子孫であるか爵位貴族でない場合は、君主の認可を得られず正統な婚姻と見なされない慣習が存在しており、ヘンリックの王室入りはその慣習を初めて破るものであった。
2008年4月30日、女王は夫君ヘンリックとの間の男系子孫は男女問わず全員モンペザ伯爵の称号を帯びるとする布告を出した。女王の秘書官ヘニング・フォーデ（Henning Fode）は次のようにコメントしている、「女王と王配は長年［この称号授与について］構想しており、この決定が正しいことだと信じておられる」。称号授与には公式の披露の場はなく、布告も授与される個人宛に通知されたのみであった。
ヘンリックは称号授与よりかなり前の1996年に刊行した自叙伝の中で、自身の家名をデンマーク王統に受け継がせたいという希望について言及している、「私たち夫婦の世代の間に、未来の君主がオレンボー＝リュクスボーの王朝名に「モンペザ」を付加することが受け入れられるかもしれないと感じている」。2005年10月、いずれ王位を継ぐ見込みである嫡長孫クリスチャン王子の誕生直後、フランスの日刊紙『ポワン・ド・ヴュ（Point de Vue）』の取材を受けたヘンリックは、再びこの話題を持ち出している、「この幼い孫のデンマーク王子としての名乗りに「モンペザ」が加われば、誇らしく幸せです。孫がフランスのルーツを覚えていてくれることが私にとって大変な喜びだからです」。2008年の「モンペザ伯爵」のデンマーク貴族としての伯爵位授与は、ヘンリック自身には適用されなかった。また、マルグレーテ2世がリュクスボー王朝の嫡流として王位にある以上、女王より後の王の治世になっても、デンマーク王室が王朝名を変更することも予定されていない。
女王夫妻は1974年、南仏カオール郊外にカイス城を購入し、以後デンマーク王室はこの城をフランスにおける別荘として使用している。

## 引用・脚注
1. ↑  Valynseele 1975
2. ↑  Chevé, Joëlle (1998). FeniXX. ed (フランス語). La Noblesse du Périgord: Au pays des 1.000 châteaux. ISBN 9782262059743
3. ↑  “ヘンリック王配殿下略歴(His Royal Highness the Prince Consort)”. 日本国外務省 Ministry of Foreign Affairs of Japan. 2023年5月3日閲覧。
4. 1 2 3  Dioudonnat, Pierre-Marie, Encyclopédie de la fausse noblesse et de la noblesse d'apparence, Paris, Sedopols, 1976–79 (2 vols), French, p.208
5. ↑  F. de Saint-Simon, Dictionnaire de la noblesse française, 1975, p. 60.
6. ↑  “L'Intermédiaire des chercheurs et curieux 1967 p 81” (1967年). 2023年5月3日閲覧。
7. ↑  Joseph Valynseele, Les Laborde de Monpezat et leurs alliances, Paris, chez l'Auteur, 1975, p. 29.
8. ↑  Bulletin de la Société héraldique et généalogique de France, 1885, p. 695 : "Tous les biens féodaux ou nobles ne sont point décorés de l’entrée aux Etats, il n’y a que les baronnies (…); les seigneuries qui ont la justice moyenne et basse (…) et les domenjadures (note : on entendait par domenjadure, une seigneurie donnant droit d’entrée aux Etats) qui avaient ce droit d’entrée par les anciennes constitutions de la province".
9. ↑  Studies on Voltaire and the Eighteenth Century, Institut et musée Voltaire, 1978, p. 262.
10. ↑  Joseph Valynseele, Les Laborde de Monpezat et leurs alliances, Paris, chez l'Auteur, 1975, French
11. ↑  Joseph Valynseele, Les Laborde de Monpezat et leurs alliances, Paris, chez l'Auteur, 1975, p. 53.
12. ↑  Huberty, Michel; Alain Giraud; F. and B. Magdelaine (1994) (フランス語). L'Allemagne Dynastique Tome VII Oldenbourg. France. pp. passim. ISBN 2-901138-07-1
13. ↑  “Monpezat til Frederik og Joachim”. Berlingske Tidende (2008年4月30日). 2008年6月14日閲覧。
14. ↑  Henrik prince de Danemark, Destin Oblige, 1996, 102
15. ↑  Levinsen, Niels (2005年10月27日). “Henrik fulgte Mary time for time” (デンマーク語).  オリジナルの2012年7月23日時点におけるアーカイブ。 2008年6月17日閲覧。
16. ↑  “The Danish Monarchy”. 2010年2月14日時点のオリジナルよりアーカイブ。2009年9月20日閲覧。